# Ewa Agnieszka Lekka-Kowalik
Ewa Agnieszka Lekka-Kowalik (ur. 3 marca 1959 w Lublinie) – polska filozof, dr hab. nauk humanistycznych, profesor nadzwyczajny Instytutu Filozofii, prodziekan Wydziału Filozofii Katolickiego Uniwersytetu Lubelskiego Jana Pawła II w latach 2009-2012.

## Życiorys
Odbyła studia chemiczne na Uniwersytecie Marii Curie-Skłodowskiej, a także filozoficzne w Katolickim Uniwersytecie Lubelskim oraz w International Academy of Philosophy w Liechtensteinie. 10 maja 1995 obroniła pracę doktorską Rationality. A Preliminary Philosophical Account, a 18 marca 2009 habilitowała się na podstawie pracy zatytułowanej Odkrywanie aksjologicznego wymiaru nauki.
Od 1997 jest pracownikiem Katedry Metodologii Nauk KUL (od 2011 pracuje na stanowisku profesora nadzwyczajnego). W latach 2000–2001 pełniła obowiązki sekretarza Wydziałowej Komisji Akredytacyjnej dla Wydziału Filozofii KUL, w latach 2006-2007 przewodniczącej Komisji Lokalowej Wydziału Filozofii, w latach 2009-2012 prodziekana Wydziału Filozofii Katolickiego Uniwersytetu Lubelskiego Jana Pawła II i kierownika studiów doktoranckich na tym Wydziale, a w latach 2012-2013 prorektora ds. Promocji i Współpracy z Zagranicą.
Od 2000 roku jest redaktorem działu obejmującego metodologię i historię filozofii współczesnej w Powszechnej Encyklopedii Filozofii, od 2001 członkiem komitetu redakcyjnego "Summarium" i koordynatorem programu Socrates-Erasmus dla Instytutu Filozofii Teoretycznej, a od 2007 pełnomocnikiem Rektora ds. Projektu Lublin-Miasto wiedzy
1 października 2014 roku objęła stanowisko dyrektora Instytutu Jana Pawła II, Ośrodka Badań nad myślą Jana Pawła II i redaktora naczelnego czasopisma "Ethos".

## Zainteresowania naukowe
- filozofia nauki,
- filozofia techniki
- logika praktyczna,
- etyka badań naukowych,
- etyka informatyczna,
- nauka-społeczeństwo-wartości

## Publikacje

### Książki
- A. Lekka-Kowalik, Odkrywanie aksjologicznego wymiaru nauki, Lublin: Wydawnictwo KUL, 2008.
- A. Lekka-Kowalik, K. Wiak (red.), Wartość życia. Współczesność przez pryzmat encykliki św. Jana Pawła II "Evangelium Vitae", Instytut Papieża Jana Pawła II I Instytut Jana Pawła II KUL, Warszawa 2017.
- A. Lekka-Kowalik (red.), Ekonomia a chrześcijaństwo. Świat biznesu przez pryzmat encyklik św. Jana Pawła II "Centesimus annus" i "Laborem exercens", Instytut Papieża Jana Pawła II-Instytut Jana Pawła II KUL, Warszawa 2017
- A. Lekka-Kowalik, K. Zaborowski SDS (red.), Logika-filozofia-człowiek. Wybór tekstów Stanisława Kamińskiego i Jerzego Kalinowskiego, Wydawnictwo KUL, Lublin 2017.
- G. Beyer, A. Lekka-Kowalik, ks. A Wierzbicki, red. naukowa: Karol Wojtyła, Katolicka etyka społeczna, Wydawnictwo KUL, Lublin 2018.
- A. Lekka-Kowalik, P. Gondek (red.), Lubelska Szkoła Filozoficzna. Historia – koncepcje – spory, Wydawnictwo KUL, Lublin 2019.

### Wybrane artykuły
- Quo vadis, philosophiae?: (XXI Światowy Kongres Filozofii, Istambuł, 10-17 VIII 2003)[4]
- O celowości w metafizyce: X Międzynarodowe Sympozjum Metafizyczne z cyklu "Zadania współczesnej metafizyki", Katolicki Uniwersytet Lubelski Jana Pawła II, Lublin, 13 XII 2007[4]
- O potrzebie nauczania antropologii[4]
- Filozofia, humanistyka i nauki społeczne: wezwanie do ofensywy[4]
- The Reticulated Model of Scientific Dynamism, Kontroversen, 8, 1995, s. 19-36.
- Racjonalność jako relacja: próba charakterystyki esencjalnej, w: J. Perzanowski, A. Pietruszczak (red.), Byt, Logos, Matematyka, Toruń: Wydawnictwo UMK, 1997, s. 47-62.

- O wolności i granicach badań naukowych, w: Z. Zdybicka, et al. (red.), Wolność we współczesnej kulturze, Lublin: RW KUL, 1997, s. 575-590. Wersja ang: "On Freedom and Limits of Scientific Inquiry, w: Z. Zdybicka et al. (red.), Freedom in Contemporary Culture, Lublin: RW KUL, 1999, s. 547-561.
- O potrzebie uprawiania etyki badań naukowych w ramach filozofii klasycznej, Zeszyty Naukowe KUL, nr 40, 1997, s. 111-131. Wersja ang: "On the Need of Developing Research Ethics as a Domain of Classical Philosophy, w: S. Kiczuk, J. Herbut, A.B. Stępień (eds.), Studies in Logic and Theory of Knowledge, vol. 6, 2006, s. 235-255.
- Natura jako naturalna granica naturalizmu, Roczniki Filozoficzne KUL, t. 51, z. 3, 2002, s. 187-195.
- Nauka a wartości: niektóre próby rozwiązania problemu, w: K. Krzyszowski, M. Nowak, S. Sieczka (red.), Z potrzeby serca..., Lublin: IWKRKUL, 2004, s. 71-87.
- Realistyczny zwrot w filozofii współczesnej - możliwość powrotu do analogii? w: A. Maryniarczyk SDB, K. Stępień (red.), Analogia w filozofii, Lublin: Polskie Towarzystwo Tomasza z Akwinu, 2005, s. 379-390.
- Problem obowiązywalności prawa naturalnego, w: A. Maryniarczyk SDB, K. Stępień, P. Gondek (red.), Substancja-natura-prawo naturalne, Lublin: Polskie Towarzystwo Tomasza z Akwinu, 2006, s. 467-471.
- The vocation of philosophy and philosophy as a vocation, w: E. Szczurko, T. Guz, H. Seidl (red.), Logos et Musica. In Honorem Summi Romani Pontificis Benedicti XVI, Frankfurt a. Main, Peter Lang, 2012, s. 277-291. Filozoficzny kontekst nauki, Roczniki filozoficzne, 60 (4), 2012, s. 261-281.
- Filozofia, humanistyka i nauki społeczne - wezwanie do ofensywy, Człowiek i społeczeństwo, tom XXXIX 2015, s. 87-102.
- Komodytyzacja prawdy – komodytyzacja nauki – komodytyzacja człowieka, w: A. Lekka-Kowalik (red.), Ekonomia a chrześcijaństwo. Świat biznesu przez pryzmat encyklik św. Jana Pawła II "Centesimus annus" i "Laborem exercens", Instytut Papieża Jana Pawła II-Instytut Jana Pawła II KUL, Warszawa 2017, s. 193-205.
- Ulepszanie moralne środkami technonauki – contradictio in adiecto?, w: P. Duchliński, G. Hołub (red.), Ulepszanie moralne człowieka. Perspektywa filozoficzna, Wydawnictwo Naukowe Akademii Ignatianum w Krakowie, Kraków 2019, s. 55-71.